# Gaglioli
Gaglioli è una frazione del comune di Bevagna (PG).
Il paese si trova a 347 m s.l.m. ed è occupato da 28 abitanti . Esso domina la valle del torrente Attone.

## Storia
La storia del paese è legata alla presenza del grande Santuario della Madonna delle Grazie; esso sorge a circa 2,5 km da Bevagna, su un colle a 369 m s.l.m., e dal piazzale antistante ad esso si gode di un notevole panorama sulla Valle Umbra.
Le informazioni storiche raccontano di un operaio, un tale Pancascio, che nel 1462 costruì due Maestà, ai lati della via Flaminia sul Col Pulito, per grazia ricevuta.
Una delle due edicole o, meglio, l'immagine in essa contenuta, fu ritenuta miracolosa, tanto che il vescovo spoletino Orsini istruì un processo in merito. Si decretò, dunque, la costruzione di una chiesa finanziata con le elemosine. L'incarico progettuale fu affidato al perugino Valentino Martelli, che ne costruì un modello ligneo, ora conservato al Museo Civico di Bevagna. La prima pietra si pose nel 1583 e la chiesa venne affidata alla Confraternita della Misericordia di Bevagna, secondo gli ordini di Sisto V.

## Monumenti e luoghi d'interesse
- Il castello, di cui rimangono le mura ed un torrione di forma semicilindrica;
- Chiesa di S. Maria (XIV secolo), all'interno del paese;
- Santuario della Madonna delle Grazie (1583), a croce latina, con tiburio ottagonale, lanterna cupolare e un abbozzo di campanile. Le tre navate interne sono divise da colonne doriche. Tra le opere d'arte custodite all'interno, annoveriamo un crocifisso ligneo del XV secolo, un affresco crocierale dell'altra edicola di Pancascio, parecchie opere del Fantino.